# Marathon van Seoel 2000
De marathon van Seoel 2000 werd gelopen op zondag 19 maart 2000. Het was de 56e editie van deze marathon.
De Koreaan Nam-Kyun Jung kwam bij de mannen als eerste over de streep in 2:11.29. De Koreaanse Go-Eun Park won bij de vrouwen in 2:33.06.

## Uitslagen

### Mannen
| rang   | naam              | land | tijd    |
| ------ | ----------------- | ---- | ------- |
| Goud   | Nam-Kyun Jung     | KOR  | 2:11.29 |
| Zilver | Diego García      | ESP  | 2:11.48 |
| Brons  | Kamal Ziani       | ESP  | 2:12.29 |
| 4      | Fred Kiprop       | KEN  | 2:12.45 |
| 5      | Abel Antón        | ESP  | 2:12.49 |
| 6      | Byong-Ryul Kim    | KOR  | 2:14.11 |
| 7      | Kazunari Kamagome | JPN  | 2:14.48 |
| 8      | Jae-Su Lee        | KOR  | 2:15.55 |
| 9      | Sun-Chun Lee      | KOR  | 2:16.15 |
| 10     | Jae-Kyong Kim     | KOR  | 2:16.33 |
| 11     | Myung-Kuk An      | KOR  | 2:17.45 |
| 12     | Hiromi Taniguchi  | JPN  | 2:18.28 |
| 13     | Yi-Yong Kim       | KOR  | 2:18.29 |
| 14     | Ji-Yeon Kim       | KOR  | 2:18.35 |
| 15     | Do-Young Song     | KOR  | 2:19.17 |
| 16     | Jin-Ho Kim        | KOR  | 2:19.56 |
| 18     | Toyokazu Tsuchida | JPN  | 2:21.03 |
| 19     | Masafumi Yorita   | JPN  | 2:21.54 |
| 20     | Yong-Bok Kim      | KOR  | 2:22.05 |

### Vrouwen
| rang   | naam        | land | tijd    |
| ------ | ----------- | ---- | ------- |
| Goud   | Go-Eun Park | KOR  | 2:33.06 |
| Zilver | Mi-Ja Oh    | KOR  | 2:34.56 |
| Brons  | Ok-Yong Soo | KOR  | 2:36.06 |
| 4      | Jung-Hee Oh | KOR  | 2:41.19 |
| 5      | Yong-Ae Pak | PRK  | 2:43.44 |
| 6      | Gong-Ju Lee | KOR  | 2:51.50 |

1964 ·
1965 ·
1966 ·
1967 ·
1968 ·
1969 ·
1970 ·
1971 ·
1972 ·
1973 ·
1974 ·
1975 ·
1976 ·
1977 ·
1978 ·
1979 ·
1980 ·
1981 ·
1982 ·
1983 ·
1984 ·
1985 ·
1986 ·
1987 ·
1988 ·
1989 ·
1990 ·
1991 ·
1992 ·
1993 ·
1994 ·
1995 ·
1996 ·
1997 ·
1998 ·
1999 ·
2000 ·
2001 ·
2002 ·
2003 ·
2004 ·
2005 ·
2006 ·
2007 ·
2008 ·
2009 ·
2010 ·
2011 · 
2012 · 
2013 · 
2014 · 
2015 · 
2016 ·  
2017